# Acacia tephrina
Acacia tephrina — вид квіткових рослин з родини бобових. Ареал: Австралія (Північна територія, Квінсленд).

## Середовище
Зустрічається на важких ґрунтах, включаючи засолені глинисті ґрунти, а також як частина відкритих високолісових або низьколісових та чагарникових угруповань.

## Біоморфологічна характеристика
Дерево може виростати до максимальної висоти близько 20 м і має лускату та тріщинувату темно-сіру кору з сіро-зеленими густо опушеними гілочками. Воно має прямостоячу, відкриту та вузьку крону, і зазвичай гілкується досить близько до землі на стовбурі. Здатне давати пагони. Вічнозелені волохаті філодії мають лінійну форму, від прямих до злегка вигнутих, у довжину від 7 до 15 см і вшир від 2 до 6 мм, з багатьма тонкими, близько паралельними жилками. Під час цвітіння утворює суцвіття, що з'являються групами від двох до десяти штук поперек суцвіття завдовжки від 1 до 8 мм зі кулястими квітковими головами з діаметром близько 4,5 мм, які містять від 20 до 35 золотистих квіток. Після цвітіння формуються волохаті та шкірясті стручки лінійної форми з прямими краями, досить плоскі та ледь підняті над кожним насінням. Стручки мають довжину приблизно до 6,5 см і ширину від 5 до 6 мм і містять поздовжньо розташоване насіння розміром 5,5 ммref name=www/>.

## Використання
Це дерево має тверду та важку деревину темно-червоно-коричневого кольору, ідеальну для виготовлення перил, стовпів та жердин. Також воно чудово підходить для виготовлення дров, які горять зеленим або сухим способом, виділяючи сильний жар. Кора містить дубильні речовини, які мають в'яжучі властивості та використовуються корінними австралійцями для лікування діареї та дизентерії або для промивання ран, а також для лікування шкірних чи очних проблем.